# Dowling (Míchigan)
Dowling es un lugar designado por el censo ubicado en el condado de Barry en el estado estadounidense de Míchigan. En el Censo de 2010 tenía una población de 374 habitantes y una densidad poblacional de 22,99 personas por km².

## Geografía
Dowling se encuentra ubicado en las coordenadas 42°31′47″N 85°14′3″O / 42.52972, -85.23417. Según la Oficina del Censo de los Estados Unidos, Dowling tiene una superficie total de 16.27 km², de la cual 15.75 km² corresponden a tierra firme y (3.22%) 0.52 km² es agua.

## Demografía
Según el censo de 2010, había 374 personas residiendo en Dowling. La densidad de población era de 22,99 hab./km². De los 374 habitantes, Dowling estaba compuesto por el 98.4% blancos, el 0% eran afroamericanos, el 0% eran amerindios, el 0.8% eran asiáticos, el 0% eran isleños del Pacífico, el 0% eran de otras razas y el 0.8% pertenecían a dos o más razas. Del total de la población el 0.53% eran hispanos o latinos de cualquier raza.